# Allotraeus pallidipennis
Allotraeus pallidipennis là một loài bọ cánh cứng trong họ Cerambycidae.